# 圣佩德罗-杜布蒂亚
圣佩德罗-杜布蒂亚是巴西南大河州的一个市镇。总面积107.63平方公里，总人口2744人，人口密度25.5人/平方公里。